# Wendie Malick
Wendie Malick (Buffalo, 13 december 1950) is een Amerikaans actrice en voormalig kledingmodel. Ze speelde onder meer het zelfvoldane ex-model Nina Van Horn in de komedieserie Just Shoot Me! (1997-2003), waarvoor ze zowel in 1999 als 2000 genomineerd werd voor een Emmy Award en in '99 tevens voor een Golden Globe. Malick won daadwerkelijk van 1992 tot en met 1995 vier jaar achter elkaar de CableACE Award voor beste komedie-actrice, voor haar rol in Dream On.
Malick beschikt over een dusdanig eigen stemgeluid dat ze behalve in film- en televisierollen ook regelmatig werkt als stemactrice. Zo is ze bijvoorbeeld in de animatiefilms The Emperor's New Groove en het vervolg daarop The Emperor's New Groove 2: Kronk's New Groove te horen als Chica, de vrouw van Pacha. Daarnaast sprak Malick stemmen in voor verschillende tekenfilmseries, zoals The Adventures of Jimmy Neutron: Boy Genius en The X's.
Malick was van 1982 tot en met 1989 getrouwd met Mitch Glazer. In 1995 hertrouwde ze met Richard Erickson.

## Filmografie
*Exclusief zestien televisiefilms
- The Goods: Live Hard, Sell Hard (2009)
- Confessions of a Shopaholic (2009)
- Adventureland (2009)
- Waiting for Yvette (2008)
- Eavesdrop (2008)
- Bratz: Passion 4 Fashion - Diamondz (2006, stem)
- Brother Bear 2 (2006, stem)
- The Emperor's New Groove 2: Kronk's New Groove (2005, stem)
- Waiting... (2005)
- Racing Stripes (2005)
- Stuck (2004)
- Raising Genius (2004)
- Manna from Heaven (2002)
- On Edge (2001)
- Cahoots (2001)
- The Emperor's New Groove (2000, stem)
- Jerome (1998)
- Divorce: A Contemporary Western (1998)
- Trojan War (1997)
- Perfect Body (1997, televisiefilm)
- Just Add Love (1997)
- The American President (1995)
- Bugsy (1991)
- Funny About Love (1990)
- Scrooged (1988)
- A Little Sex (1982)

## Televisieseries
*Exclusief eenmalige gastrollen
- Young Sheldon - Linda Hagemeyer (2020-2023)
- Hot in Cleveland - Victoria Chase (2010-heden)
- Big Day - Jane (2006-2007, 12 afleveringen)
- Jake in Progress - Naomi (2005-2006, 21 afleveringen)
- Frasier - Ronee Lawrence (2003-2004, 10 afleveringen)
- Just Shoot Me! - Nina Van Horn (1997-2003, 149 afleveringen)
- Dream On - Judith Tupper Stone (1990-1996, 23 afleveringen)
- Baywatch - Gayle Buchannon (1989-1994, 7 afleveringen)
- The Fanelli Boys - Becky Goldblume (1990-1991, 3 afleveringen)
- Kate & Allie - Claire (1985-1989, 5 afleveringen)
- The Ranch - Lisa Neumann (2016 - 2020)

*Series als stemactrice:
- BoJack Horseman - Beatrice Sugarman (2014-2020, 12 afleveringen)
- The Emperor's New School - Chicha (2006-2007, 3 afleveringen)
- The X's - Mrs. X (2005-2006, 6 afleveringen)
- The Adventures of Jimmy Neutron: Boy Genius - Beautiful Gorgeous (2003-2005, 3 afleveringen)
- Father of the Pride - Victoria (2004, 5 afleveringen)
- Fillmore! - Principal Folsom (2002-2004, 16 afleveringen)
- The Owl House - Eda Clawthorne (2020-heden)

- Biblioteca Nacional de España: XX1173560
- Bibliothèque nationale de France: cb142024130 (data)
- International Standard Name Identifier: 0000 0003 6028 6007
- Library of Congress Control Number: no2009147311
- MusicBrainz: e3c8702a-e9ff-491c-b189-034e01f9ea25
- Nationale Bibliotheek van Tsjechië: xx0084434
- Nationale Bibliotheek van Israël: 987007372364905171
- Virtual International Authority File: 223737857
- WorldCat: E39PBJvd4qfXywkMPDtVv4HQv3